# Salzburgring
Il Salzburgring è un circuito permanente situato a Koppl, nei pressi di Salisburgo.
L'impianto sportivo è situato in una stretta vallata alpina i cui ripidi fianchi fungono da tribune naturali e questa sua collocazione ne influenza il disegno del tracciato ed è causa della carenza di adeguate vie di fuga.

## Il tracciato
Inaugurato nel 1968, è lungo 4,2 km e ha ospitato negli anni numerose competizioni motoristiche mondiali di alto livello, quali il Motomondiale dal 1971 al 1994 quasi ininterrottamente (solo nel 1980, a causa della neve, e nel 1992 non vi si tennero gare) e il Campionato mondiale Superbike (quest'ultimo solo nel 1995, quando erano in corso i lavori di trasformazione dell'Österreichring in A1-Ring).
Nel 1976 è stata aggiunta la chicane prima del traguardo, che ha rimpiazzato la precedente curva veloce a sinistra a causa della mancanza di vie di fuga in quell'area, mentre per il 1986 fu aggiunta una seconda chicane a metà strada tra la partenza e la prima curva. Essa veniva utilizzata soprattutto dalle moto, ma dal 2000 è stata riprofilata, ampliatane la via di fuga ed in quel punto è stata rimossa la pista originale: adesso anche le auto devono percorrerla.

## Uso
Dopo essere stato abbandonato dai maggiori campionati mondiali, in tempi recenti vi si tengono soprattutto gare di categoria Turismo, a tal proposito il 19 ottobre 2008 vi si è svolta la Coppa Europa (FIA European Touring Car Cup), una competizione annuale che si tiene a fine stagione sotto forma di un unico evento su doppia gara e che designa il miglior pilota di tale categoria tra tutti coloro che abbiano partecipato ai rispettivi campionati nazionali. Tale competizione è tornata sul tracciato austriaco anche nel 2010 (coppa disputatasi su tre circuiti), 2011 (ancora come prova unica), 2012 (disputatasi su quattro circuiti) e 2013 (disputatasi su cinque circuiti). A partire dalla stagione 2012 anche il WTCC è ritornato su questo tracciato.